# جنگل ملی آراپاهو و روزولت
جنگل ملی آراپاهو و روزولت (به انگلیسی: The Arapaho and Roosevelt National Forests and Pawnee National Grassland) یک جنگل ملی در آمریکا است.
مساحت این جنگل ۶۰۷۰ کیلومتر مربع است و در ایالت کلرادو گسترده است.